# شهرستان که‌شان
شهرستان که‌شان (به چینی: 克山县) یک شهرستان در استان هئی‌لونگ‌جیانگ چین است که در تابعیت شهر چیچیهار قرار دارد. شهرستان که‌شان ۳٬۱۸۶٫۱۲ کیلومتر مربع مساحت و ۲۵۵٬۰۴۱ نفر جمعیت دارد و ۲۲۳ متر بالاتر از سطح دریا واقع شده‌است.

## تقسیمات اداری
شهرستان که‌شان به ۷ شهرک و ۸ قصبه تابعه تقسیم شده است. هشت «میدان» هم‌سطح قصبه نیز تابع این شهرستان می‌باشند، مانند نواحی اداری مزارع و مراتع.
- شهرک بئی‌شینگ (北兴镇، Běixìng zhèn)
- شهرک بئی‌لیان (北联镇، Běilián zhèn)
- شهرک شوانگ‌هه (双河镇، Shuānghé zhèn)
- شهرک شی‌چنگ (西城镇، Xīchéng zhèn)
- شهرک شی‌هه (西河镇، Xīhé zhèn)
- شهرک که‌شان (克山镇، Kèshān zhèn)
- شهرک گوچنگ (古城镇، Gǔchéng zhèn)

- قصبه شوگوانگ (曙光乡، Shǔguāng xiāng)
- قصبه شیانگ‌هوا (向华乡، Xiànghuá xiāng)
- قصبه شی‌جیان (西建乡، Xījiàn xiāng)
- قصبه شی‌لیان (西联乡، Xīlián xiāng)
- قصبه فاژان (发展乡، Fāzhǎn xiāng)
- قصبه گوبئی (古北乡، Gǔběi xiāng)
- قصبه هه‌بئی (河北乡، Héběi xiāng)
- قصبه هه‌نان (河南乡، Hénán xiāng)

- میدان بذرکاری ۱ام شهرستان که‌شان (克山县第一良种场، Kèshān xiàn dì yī liángzhǒngchǎng)
- میدان بذرکاری ۲ام شهرستان که‌شان (第二良种场، Kèshān xiàn dì èr liángzhǒngchǎng)
- میدان جنگل‌داری بئی‌لیان (北联林场، Běilián línchǎng)
- میدان جنگل‌داری هه‌بئی (河北林场، Héběi línchǎng)
- میدان جنگل‌داری یونگ‌چوان (涌泉林场، Yǒngquán línchǎng)
- میدان زادآوری خوک شهرستان که‌شان (克山县种猪场، Kèshān xiàn zhǒngzhūchǎng)
- میدان زادآوری دام شهرستان که‌شان (克山县种畜场، Kèshān xiàn zhǒngzhūchǎng)
- میدان زراعتی که‌شان (克山农场، Kèshān nóngchǎng)